# Češov
Češov (v místním nářečí Češou) je obec v okrese Jičín v Královéhradeckém kraji. Žije zde 247 obyvatel. Vzdálenost od Jičína činí zhruba čtrnáct kilometrů.

## Historie
První písemná zmínka o vesnici pochází z roku 1360.

## Obyvatelstvo
| Rok            | 1869 | 1880 | 1890 | 1900 | 1910 | 1921 | 1930 | 1950 | 1961 | 1970 | 1980 | 1991 | 2001 | 2011 | 2021 |
| -------------- | ---- | ---- | ---- | ---- | ---- | ---- | ---- | ---- | ---- | ---- | ---- | ---- | ---- | ---- | ---- |
| Počet obyvatel | 638  | 598  | 650  | 641  | 656  | 649  | 639  | 469  | 447  | 364  | 313  | 234  | 203  | 196  | 242  |
| Počet domů     | 89   | 91   | 98   | 99   | 116  | 141  | 156  | 159  | 138  | 128  | 110  | 151  | 148  | 150  | 135  |

## Obecní správa

### Části obce
- Češov
- Liběšice

### Obecní symboly
Znak a vlajka byly obci uděleny rozhodnutím předsedy Poslanecké sněmovny Parlamentu České republiky dne 5. března 2015.

## Pamětihodnosti
- Kříž u polní cesty
- Rozcestník na polní cestě
- Socha svatého Václava na návsi
- Pomník padlým v první světové válce se sochou Jana Sladkého Koziny na návsi
- Zvonička na návsi
- Hradiště Češov na vrchu Češovské valy
- Pomník Tomáše Svobody, myslivce češovského (u vstupu do hradiště)